# Photinae
Photinae is een onderfamilie van weekdieren uit de klasse van de Gastropoda (slakken).

## Geslachten
- Antillophos Woodring, 1928
- Coraeophos Makiyama, 1936 †
- Cymatophos Pilsbry & Olsson, 1941
- Engoniophos Woodring, 1928
- Europhos Landau, Harzhauser, Islamoglu & Silva, 2014 †
- Metaphos Olsson, 1964
- Neoteron Pilsbry & Lowe, 1932
- Northia Gray, 1847
- Philindophos Shuto, 1969 †
- Phos Montfort, 1810
- Rhipophos Woodring, 1964 †
- Strombinophos Pilsbry & Olsson, 1941
- Tritiaria Conrad, 1865 †